# ساحل مالابار

نقشه هند و ساحل مالابار

ساحل مالابار (مالایالامی: മലബാർ തുറമുഖം) یک خط ساحلی دراز و باریک در جنوب-غربی سرزمین اصلی شبه قاره هند است. از لحاظ جغرافیایی نوار ساحلی مالابار شامل مناطق جنوبی هند با نام گهات غربی در معرض رطوبت بارانهای موسمی به خصوص در سمت غرب هستند. اصطلاح «ساحل مالابار» نیز گاهی استفاده می‌شود برای اشاره به کل ساحل غربی هند از Konkan تا نوک شبه قاره در Kanyakumari.

## تعاریف

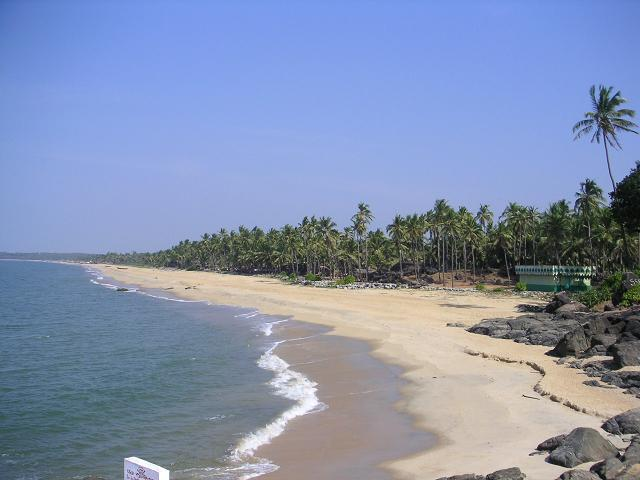
Bekal فورت ساحل کرالا

ساحل مالابار از نظر تاریخی به کل ساحل جنوب غربی هند اشاره می‌کند که در دشت ساحلی باریک کارناتاکا و کرالا بین گهات غربی و دریای عرب قرار گرفته‌است. ساحل مالابار از جنوب گوا به Kanyakumari در نوک جنوبی شبه قاره هند می‌رود. ساحل جنوب شرقی هند به نام ساحل کوروماندل شناخته می‌شود.

## تاریخ ثبت

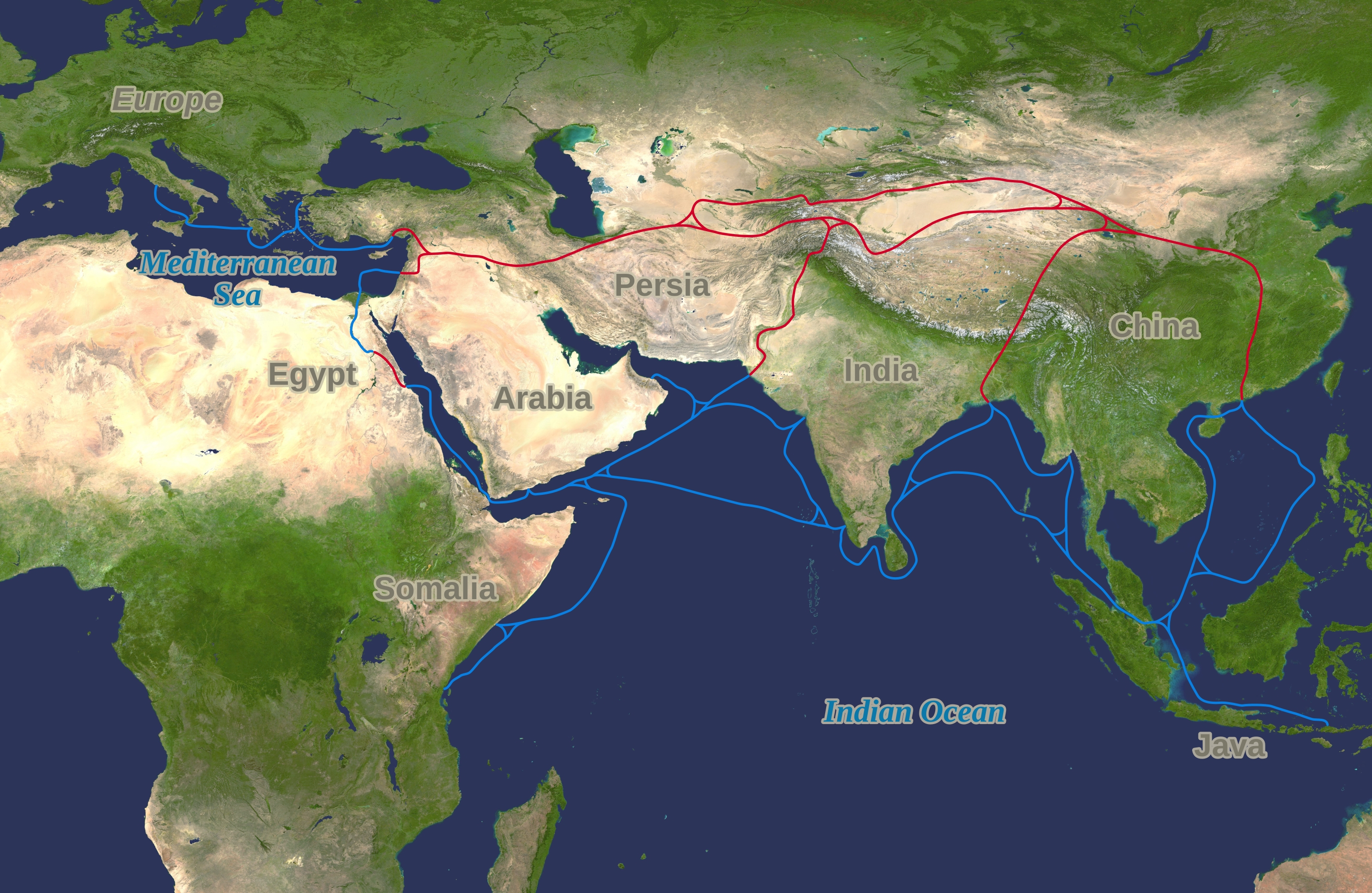
جاده ابریشم و تجارت ادویه که ارتباط هند و جهان قدیم را ایجاد می‌کرد.

ساحل مالابار در طول تاریخ ثبت شده از حدود ۳۰۰۰ سال قبل از میلاد تا به حال یک مرکز تجاری برای داد و ستد با بین‌النهرین، مصر، یونان، رم، بیت‌المقدس و جهان عرب بوده‌است. معروف‌ترین بندرهای ساحل مالابار Naura (Kannur), Balita (Vizhinjam), Kochi و منگالور هستند. این Oddeway توره حل و فصل (هر دو بخشی از کرون هند) که در خدمت به عنوان مراکز اقیانوس هند تجارت برای قرن‌ها.
این سواحل در تداول فارسی زبانان «ملیبار» خوانده می‌شد؛ پسوند «بار» به معنی ساحل بود، مانند رودبار که کرانه رودخانه معنی می‌داد.
به دلیل گرایش به دریا و دریانوردی و تجارت، شهرهای ساحل مالابار جهان وطنی شده‌اند و پذیرای برخی از یهودیان، مسیحیان سوریه، مسلمانان و هندی تبارهای انگلیس هستند.